# Provincia di Cachapoal
La provincia di Cachapoal (spagnolo: Provincia de Cachapoal) è una delle tre province della regione centrale cilena di Libertador General Bernardo O'Higgins (VI). Il capoluogo è la città di Rancagua.

## Geografia e demografia
Secondo il censimento del 2002 dell'Istituto Nazionale di Statistica (INE), la provincia si estende su una superficie di 7,384.2 km² e aveva una popolazione di 542.901 abitanti (271.226 uomini e 271.675 donne), dandogli una densità abitativa di 73,5 / km². È la quinta provincia più popolata del paese. Tra i censimenti del 1992 e del 2002, la popolazione è cresciuta del 13,8% (65,871 abitanti).

## Amministrazione

### Comuni
La provincia comprende diciassette comuni, 
La provincia è suddivisa in 17 comuni, ciascuno governato da un sindaco eletto e consiglio comunale:
- Codegua
- Coinco
- Coltauco
- Doñihue
- Graneros
- Las Cabras
- Machalí
- Malloa

- Olivar
- Peumo
- Pichidegua
- Quinta de Tilcoco
- Rancagua
- Requínoa
- Rengo
- Mostazal
- San Vicente de Tagua Tagua